# Mohamed Hassanein Heikal
Mohamed Hassanein Heikal (en arabe : محمد حسنين هيكل), né le 23 septembre 1923 dans la province de Qalyubiya, dans le delta du Nil, et mort le 17 février 2016 au Caire, est un journaliste, écrivain et homme politique égyptien.

## Biographie
Né dans une riche famille de commerçants, il passe l'ensemble de son enseignement secondaire et universitaire au Caire. Diplômé de l'université américaine du Caire, il commence sa carrière de journaliste en 1942 dans le journal de langue anglaise The Egyptian Gazette (en) pour lequel il couvre la seconde bataille d'El Alamein, la première guerre israélo-arabe, la guerre civile grecque, la série de coups d’État en Syrie et l’assassinat de Riad El Solh. En 1952, il couvre le coup d'État du Mouvement des officiers libres puis il devint rédacteur en chef du journal Al-Ahram entre 1957 et 1974. Tout en témoignant d'une grande fidélité aux idées pan-arabes de Nasser, ce qui lui vaut quelques critiques, il sait faire preuve d'indépendance en recrutant des journalistes dissidents, et ses éditoriaux hebdomadaires sont lus avec attention par les instances égyptiennes et les observateurs internationaux comme un baromètre politique, selon Jeune Afrique.
Proche collaborateur de Gamal Abdel Nasser, membre de l'Union socialiste arabe, il fut ministre égyptien de l'information entre 1970 et 1974 avant d'exercer brièvement la fonction de ministre des Affaires étrangères.
Après avoir soutenu Anouar el-Sadate, il est tombé pendant quelque temps en disgrâce. Il a même passé quelques jours en prison en 1981. Au début de l'ère Moubarak, il s'est tenu à l'écart de la vie publique, donnant toutefois quelques conférences et quelques interviews.
Dans les années 2000, ses interventions sur Al Jazeera lui ont assuré de l’audience. Son départ de la chaîne qatarie en 2007, dont il désapprouvait qu’elle fût devenue une tribune des Frères musulmans, a fait grand bruit,. Exigeant et indépendant, il s’était montré tout aussi sévère envers Hosni Moubarak qui laissait son entourage gouverner.
Optimiste au début du printemps arabe, il était parmi les voix inquiètes après la montée de Mohamed Morsi au pouvoir. Cela l'a poussé à s’interroger sur les causes de l'avancée de l'islam politique, la fracturation du «bloc sunnite», les arbitrages de la Russie dans la guerre civile syrienne et la position de l’Union européenne au cœur de cette zone de crise.
L'un des éditorialistes les plus connus du monde arabe, il est l'auteur de plusieurs livres sur les conflits et crises politiques au Moyen-Orient.

## Publications
En français

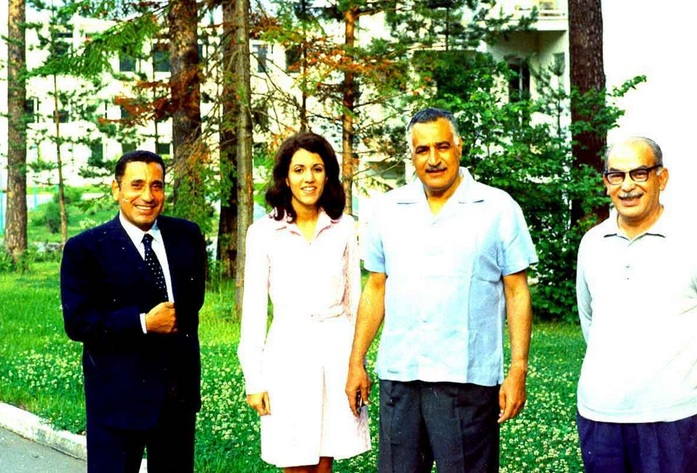
Mohamed Hassanein Heikal (à gauche), Hoda Abdel Nasser et le président égyptien Gamal Abdel Nasser (troisième à partir de la gauche) (1966).

- Les documents du Caire, Paris, Flammarion, 1972
- Le sphinx et le commissaire, Paris, Jaguar, 1980

En anglais
- 1973 (en) The Cairo Documents: The Inside Story of Nasser and His Relationship with World Leaders, Rebels, and Statesmen, New York, Doubleday,  (ISBN 9780385064477)
- 1975 (en) The Road to Ramadan, New York, Quadrangle/New York Times Book Co.,  (ISBN 9780812905670)
- 1978 (en) Sphinx and Commissar: The rise and fall of Soviet influence in the Arab world, Londres, Collins,  (ISBN 9780002167871)
- 1980 (en) October War, Crown,  (ISBN 9780394595962)
- 1981 (en) The Return of the Ayatollah: The Iranian Revolution from Mossadeq to Khomeini, Londres, A. Deutsch,  (ISBN 9780233974040)
- 1982 (en) Iran: The Untold Story, Pantheon Books,  (ISBN 9780394522753)
- 1983 (en) Autumn of Fury: The Assassination of Sadat, Londres, A. Deutsch, 1983 & Londres, Corgi, 1984,  (ISBN 9780552990981)
- 1986 (en) Cutting the Lion's Tale: Suez Through Egyptian Eyes, Londres, A. Deutsch & New York, Arbor House, 1987,  (ISBN 9780233979670)
- 1993 (en) Illusions of Triumph: An Arab View of The Gulf War, Londres, Fontana,  (ISBN 9780006379454)
- 1996 (en) Secret Channels: The Inside Story of Arab-Israeli Peace Negotiations, Londres, HarperCollins,  (ISBN 9780006383376).

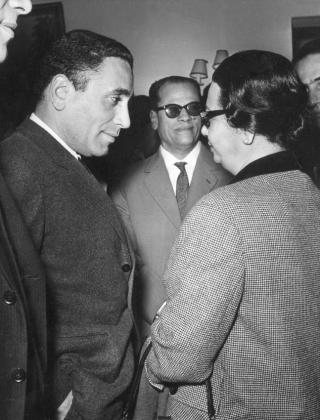
Mohammed Hassanein Heikal avec Oum Kalthoum et Naguib Mahfouz (Le Caire, 1962).

## Décorations

### Décorations égyptiennes
- Grand-cordon de l'Ordre de la République.
- Grand-cordon de l'Ordre égyptien du Mérite.

### Décorations étrangères
- Première classe de l'Ordre du Mérite national ( Algérie).
- Première classe de l'Ordre du Mérite ( Liban).
- Grand-croix de l'Ordre du Ouissam alaouite ( Maroc).
- Grand-cordon de l'Ordre du Mérite civil ( Syrie).
- Grand-cordon de l'Ordre national du Mérite ( Tunisie).